# Chrotopterus auritus
Дугоухи рунасти шишмиш (Chrotopterus auritus) је врста слепог миша из породице Phyllostomidae.

## Распрострањење
Ареал дугоухог рунастог шишмиша обухвата већи број држава. Присутна је у следећим државама: Бразил, Аргентина, Мексико, Перу, Еквадор, Боливија, Парагвај, Венецуела, Колумбија, Панама, Никарагва, Костарика, Гватемала, Хондурас, Салвадор, Белизе, Гвајана, Суринам и Француска Гвајана.

## Станиште
Станиште врсте су шуме.

## Начин живота
Женка обично окоти по једно младунче. Врста је месождер и храни се малим кичмењацима и бескичмењацима, а ређе инсектима и воћем.

## Угроженост
Ова врста је наведена као последња брига, јер има широко распрострањење и честа је врста.